# NGC 5308
NGC 5308 este o galaxie lenticulară situată în constelația Ursa Mare. A fost descoperită în 1790 de către William Herschel. Se află la o distanță de 26,18 de megaparseci de Pământ.